# Manny Mori
Immanuel “Manny” Mori (25 de diciembre de 1948 –  ) fue el Presidente de los Estados Federados de Micronesia entre 2007 y 2015.
Fue elegido por el Congreso de la nación el 11 de mayo de 2007 y asumió el cargo el mismo día.
Está casado con Elina Ekiek y tiene cuatro hijas.

## Primeros años
Nació en la isla de Fefan y tiene ascendencia japonesa. Estudió y se graduó en el Xavier High School. Tras su graduación en 1969, asistió a la Universidad de Guam. Obtuvo en 1973 un BA en Administración de Negocios.
Tras completar su educación universitaria, fue elegido para un internado de administración en Citicorp Credit-Guam. En 1974, se convirtió en subgerente de la sucursal del Citicorp en Saipán.
En 1976 renunció a Citicorp, tras aceptar la posición de sub-administrador de la Oficina de Seguridad Social del Territorio en Fideicomiso.
En 1979, asumió como agente fiscal nacional del Estado de Chuuk, administrando la Oficina de Impuestos y Renta. Fungió como contralor del FSM Development Bank desde 1981 hasta 1983 y posteriormente como presidente y CEO hasta 1997.
Finalmente, fue vicepresidente ejecutivo del Banco de los Estados Federados de Micronesia desde 1997 hasta 1999, cuando fue elegido al Congreso.

## Carrera política
Mori fue elegido al Congreso de Micronesia en una elección especial realizada el 1 de julio de 1999. Fue reelegido posteriormente en 2001, 2003, 2005 y 2007.
El 11 de mayo de 2007, Mori fue elegido presidente de los Estados Federados de Micronesia, derrotando al incumbente, Joseph Urusemal. Asumió el cargo inmediatamente dejando vacante su escaño en el congreso.